# Exocarpos homalocladus
Exocarpos homalocladus, vulgarmente conhecida como a Grass Tree, é uma planta da família Santalaceae. O epíteto específico vem do grego homalos (“flat”) e clados (“cladode”, um caule parecido a uma folha, especializado para fotossíntese), com referência à estrutura da planta.

## Distribuição e habitat
A espécie é endémica da ilha subtropical de Lord Howe, na Austrália, no Mar da Tasmânia, onde é bastante comum e encontrada desde o nível do mar até aos cumes das montanhas.